# Saas (Weidenberg)
Saas ist ein Gemeindeteil des Markts Weidenberg im Landkreis Bayreuth (Oberfranken, Bayern). Saas liegt in der Gemarkung Untersteinach.

## Geografie
Östlich der Einöde grenzt der Sophienthaler Forst an. Die Kreisstraße BT 12 führt nach Untersteinach zur Staatsstraße 2181 (1,3 km südlich) bzw. an Kreuzstein vorbei nach Nemmersdorf (1,8 km nördlich).

## Geschichte
Der Ort wurde im Jahr 1394 als „in der Sas“ erstmals urkundlich erwähnt. Saas gehörte zur Realgemeinde Untersteinach. Gegen Ende des 18. Jahrhunderts bestand Saas aus einem Anwesen. Die Hochgerichtsbarkeit stand dem bayreuthischen Stadtvogteiamt Bayreuth zu. Das Amt Weidenberg war Grundherr des Gutes.
Von 1797 bis 1810 unterstand der Ort dem Justiz- und Kammeramt Bayreuth. Mit dem Gemeindeedikt wurde Saas dem 1812 gebildeten Steuerdistrikt Untersteinach und der zugleich gebildeten Ruralgemeinde Untersteinach zugewiesen. Am 1. Mai 1978 wurde Saas nach Weidenberg eingemeindet.

### Baudenkmäler
- Steinkreuz[9]
- Grenzstein[9]

### Einwohnerentwicklung
| Jahr      | 001818 | 001861 | 001871 | 001885 | 001900 | 001925 | 001950 | 001961 | 001970 | 001987 |
| Einwohner | *      | 8      | 9      | 7      | 7      | 7      | 4      | 6      | 6      | 3      |
| Häuser    | *      |        |        | 1      | 1      | 1      | 1      | 1      |        | 1      |
| Quelle    | [ 7 ]  | [ 11 ] | [ 12 ] | [ 13 ] | [ 14 ] | [ 15 ] | [ 16 ] | [ 17 ] | [ 18 ] | [ 1 ]  |

## Religion
Saas ist seit der Reformation evangelisch-lutherisch geprägt und nach Nemmersdorf gepfarrt.